# 4118 Света
4118 Sveta је астероид главног астероидног појаса чија средња удаљеност од Сунца износи 3,019 астрономских јединица (АЈ).
Апсолутна магнитуда астероида је 11,8.
Назван је према руском астронауту Светлани Савицкој.